# 拉巴爾·荷西·保迪
拉巴爾·荷西·保迪·加利亞·施拿（Raphael Jose Botti Zacarías Sena，1981年2月23日—）一般称作保迪，生于巴西，巴西职业足球运动员，现效力于日本職業足球联赛球会神戶勝利船队。
保迪是一名勤力又有才能的球員，雖然他在全北現代五年間只入14球，但他經常製造機會給隊友。
保迪出道於華斯高，2002年轉投全北現代，他在亞冠盃表現出色，決賽第一回合他射入了一個重要入球。
不過，保迪在國際足協世界冠軍球會盃後轉投神戶勝利船，因為新領隊崔康熙棄用保迪，他有感他的重要地位漸漸消失。

## 荣誉
- 亚洲冠军联赛 冠军: 1

2006